# Livrée des forêts
Malacosoma disstria
Espèce
La Livrée des forêts (Malacosoma disstria) est une espèce nord-américaine d'insectes lépidoptères (papillons) appartenant à la famille des Lasiocampidae et au genre Malacosoma.

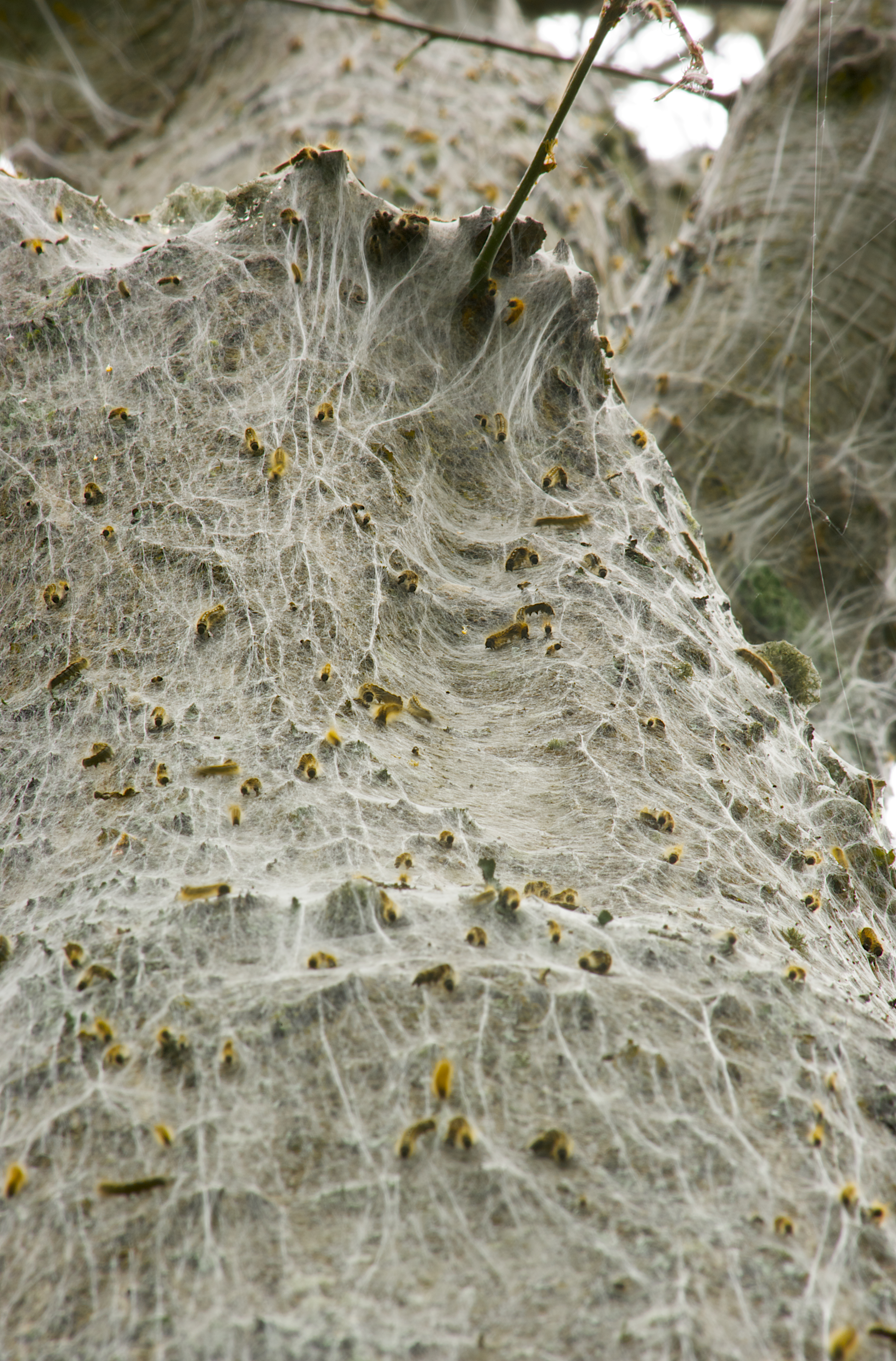
Toile sur tronc, tissée par une colonie de chenilles de Livrées des forêts.

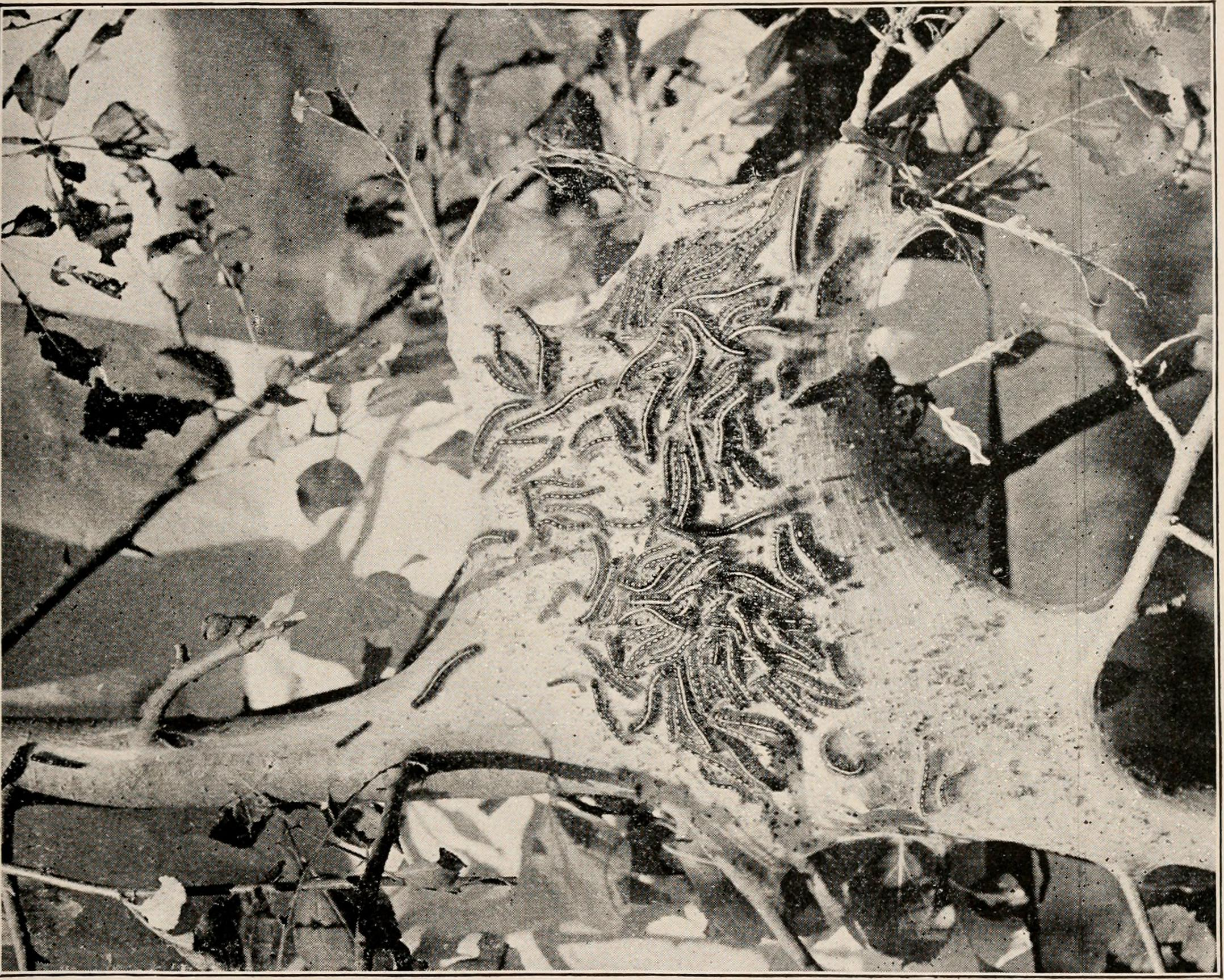
Colonie (illustration tirée d'un livre scolaire d'école secondaire daté de 1900)

Sa chenille est le défoliateur le plus largement répandu en Amérique du Nord (surtout présente dans l'Est).
L'adulte semble préférentiellement pondre sur le chêne et l'érable à sucre, mais les chenilles attaquent principalement les feuilles de peuplier, ainsi que secondairement des feuilles de bouleau, d'érables, d'orme, de hêtre, etc.

Au stade larvaire, les individus sont sociaux et ont un comportement colonial. La chenille produit de la soie et peut tisser un abri où des regroupements de chenilles se font la nuit et au moment des mues.

Les chenilles sécrètent des fils de soie tout en se déplaçant dans les arbres. Elles peuvent se déplacer le long des fils comme des funambules, mais elle suivent surtout les marques odorantes (phéromones) sécrétées par d'autres chenilles.

## Répartition et habitats
Cette espèce est trouvée dans toutes les zones boisées de feuillus en Amérique du Nord.

## Description
- Envergure : 20 à 45 mm pour la femelle, qui est nettement plus grande que le mâle ;
- Période de vol : juin à août ;
- Ponte : environ 300 œufs, qui sont déposés sur des rameaux de chêne ou d'autres feuillus, collés entre eux et au substrat et recouverts d'une mousse gluante (dite spumaline qui va les protéger du froid et de la déshydratation jusqu'à l'éclosion après l'hiver ;
- Chenille : sa longueur est variable, jusqu'à 5 cm et parfois plus[2]. Elle est ornée de lignes et segments noirs, brun foncé ou gris, avec des rayures longitudinales bleues et jaune pâle. Chaque segment abdominal porte une tache blanche, couverte de longues soies évoquant une fourrure[2].

Les chenilles de Malacosoma disstria sont sociales, nomades et recherchent leur nourriture en groupe.

Les cinquante à deux cents larves qui émergent d'une seule ponte vont pour la plupart passer ensemble tous leurs stades larvaires.

Des fils et toiles de soie imprégnées de phéromones sécrétées par d'autres membres de la colonie provoquent le déplacement des larves, tandis que la présence dense et rapprochée d'autres membres de la colonie les amène à moins se déplacer. Ceci montre qu'il existe des indices sociaux et chimiques modérant la mobilité des larves.

La nymphose se produit quand les chenilles atteignent une certaine taille (seuil atteint plus vite quand les chenilles se nourrissent en groupes ; Les chenilles dont le développement est retardé voient leurs risques de prédation et d'épuisement de la nourriture augmenter). Cependant, au fur et à mesure que les larves progressent vers le moment de la pupaison (chrysalide), elles deviennent plus indépendantes : au cinquième stade, elles forment rarement des agrégations.

Ce changement ontogénétique de grégarité résulte a priori d'une augmentation des coûts de maintien du regroupement (en raison des changements liés à la prédation, la thermorégulation, la production de soie et de la recherche de nourriture.
- Imago (papillon adulte émergeant de la chrysalide) : Son corps est court épais, très velu, et de couleur beige à brun-jaunâtre. Son envergure est d'environ 3 cm[2].

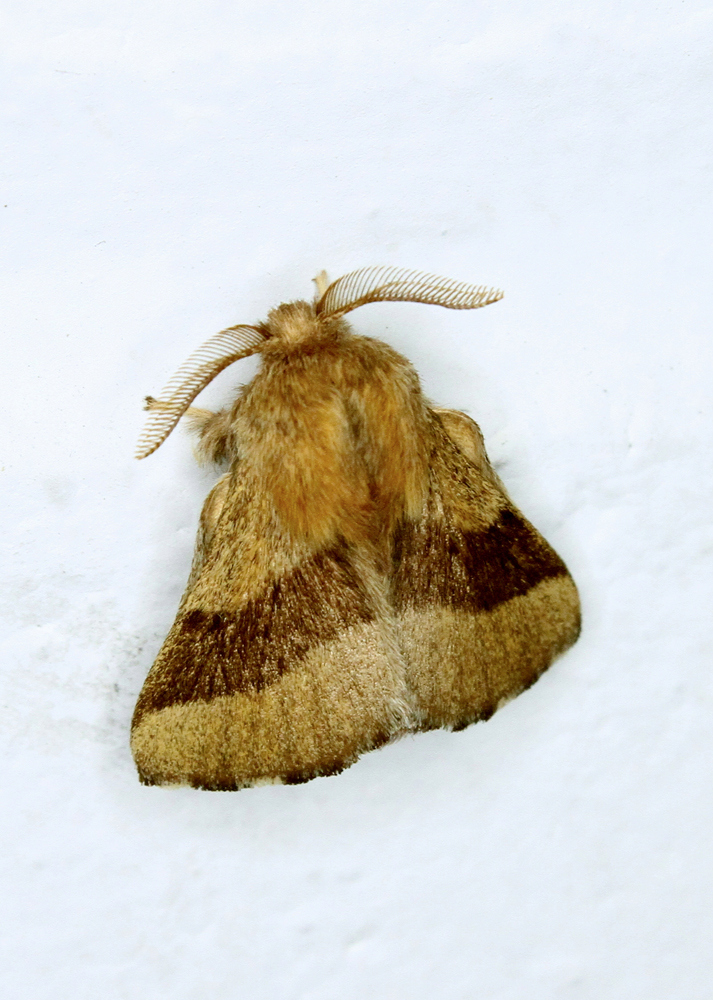
Adulte (photographié près de Cincinnati).
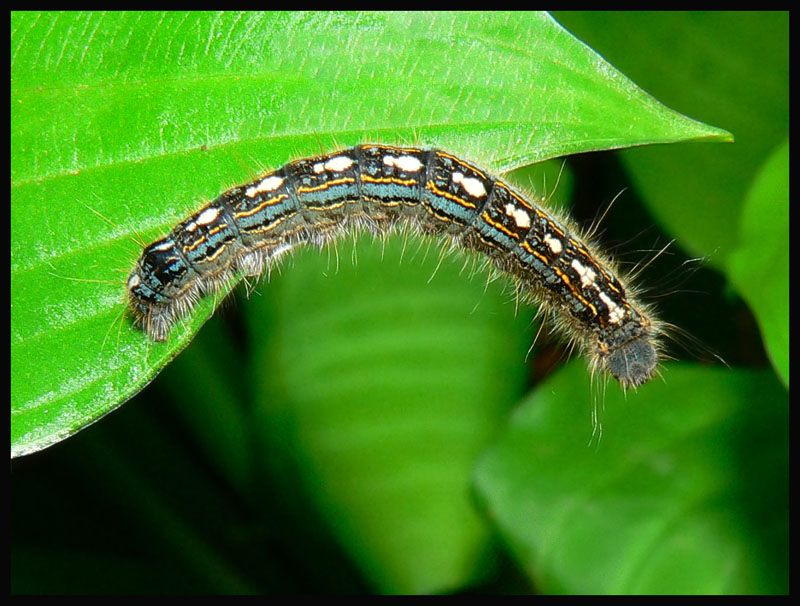
Chenille (vue de dos).
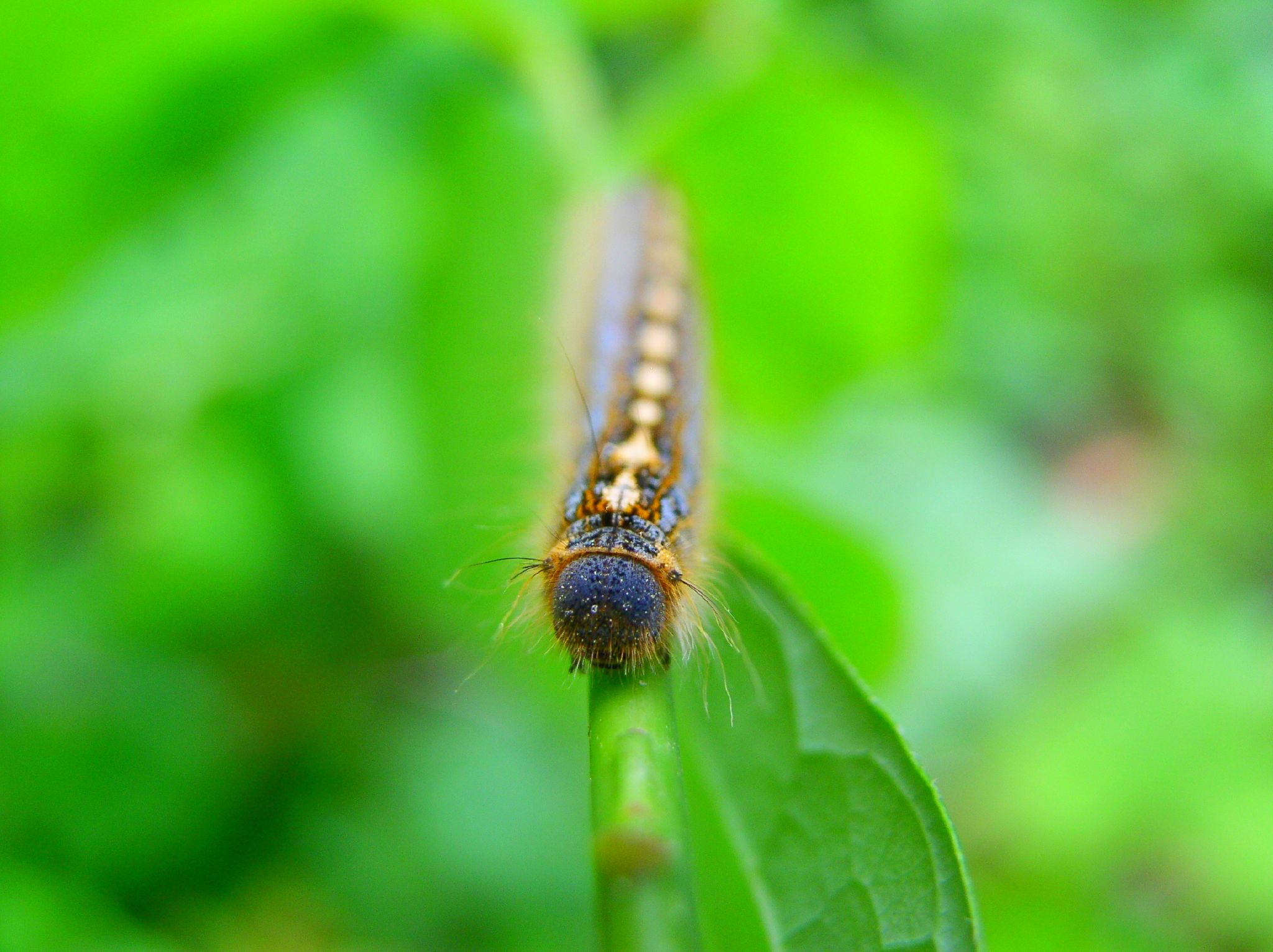
Chenille (vue de face).

## Cycles et reproduction
Au printemps les mâles sont les premiers adultes à émerger des chrysalides.

En début de soirée (à partir de 17h30 environ), des centaines de mâles volent vigoureusement et sans relâche à la recherche de chrysalides contenant des femelles sur le point d'émerger. Ils s'approchent des arbres, tournent autour d'eux, zigzaguent et marchent sur les branches.

S'ils ne trouvent pas rapidement de femelles disponibles pour la copulation, ils poursuivent leur recherche un peu plus loin.

L'activité des mâles semble inhibée sous une température de 15 °C, mais on trouve néanmoins quelques mâles activement à la recherche de femelles^à des températures légèrement inférieure à ce seuil.

Une hypothèse est que les femelles émettent une phéromone d'appel avant même leur sortie de la chrysalide.

Des observateurs ont signalé des mâles qui semblaient attirés par divers objets bruns, suggérant qu'ils utilisent aussi des repères visuels pour rechercher les femelles.

Une ou deux secondes après que le l'abdomen de la femelle soit dégagé de la chrysalide, les mâles peuvent déjà s'accoupler (l'accouplement ayant selon Miller & William (2006) une durée moyenne de 202 minutes.

Le mâle se positionne en recourbant son abdomen vers la femelle jusqu'à la rencontre des organes copulateurs. Il existe une corrélation positive significative entre la taille corporelle des couples copulants, ce qui indique que l'accouplement n'est pas aléatoire (par rapport à la taille), vraisemblablement en raison de la compétition mâle-mâle pour les femelles plus grosses.
 
Qu'elle se soit accouplé ou non, la femelle ne se déplace pas de plus de quelques centimètres à proximité de son site d'éclosion jusqu'à ce que ses ailes soient sèches et qu'elle puisse s'envoler (au crépuscule le plus souvent). Elles se préparent au vol en déployant leurs ailes.

### Influence de la densité de population sur le comportement d'accouplement
Dans son environnement naturel la livrée des forêts connait des pics démographiques espacés (de 7 à 11 ans le plus souvent).
Les facteurs qui provoquent l'apparition de ces pullulations sont encore mal compris, mais parmi les mécanismes plausibles figurent des températures inhabituellement élevées au printemps, une synchronie phénologique avec les plantes-hôtes et/ou une réduction cyclique des ennemis de la prédation.
Ces pics démographiques et de densité génèrent une dynamique de population très cyclique, caractérisée par une fécondité globale maximale au moment du pic de densité de population puis une fécondité réduite durant plusieurs générations en phase de « déclin » :
- quand les densités de population sont plus faibles, les papillons nocturnes s'accouplent en hauteur, dans la canopée de la forêt[8]. L'accouplement commence plus tard dans la journée et les copulations sont plus brèves[9].
- en revanche, lors des pics démographiques, l'accouplement a lieu sur la végétation basse, peut-être parce que les adultes sont alors issus de chenilles qui ont eu besoin de descendre près du sol pour trouver des zones moins défoliées où se nourrir et où elles ont du former leurs chyrsalides[8]. Lors de ces épisodes de forte densité populationnelle, le sex-ratio change et intensifie significativement la compétition entre mâles pour les femelles, ce qui expliquerait des copulations commençant plus tôt dans la journée et durant plus longtemps, pour minimiser la compétition entre les spermatozoïdes. De telles densités améliorent les possibilités pour les femelles d'être plus sélectives vis-à-vis des mâles[9]. On voit aussi alors apparaitre des mâles dits harceleurs (« hangers ») qui changent leur comportement copulatoire : au lieu de s'attacher physiquement à la branche durant l'accouplement, ils s'attachent à la femelle ce qui leur permet de s'accoupler plus longtemps et de contrer ses tentatives de les rejeter. Ce comportement est supposé augmenter le pourcentage d'œufs qu'ils fécondent (en réduisant le nombre d'autres mâles susceptibles d'aussi féconder la femelle). Ce comportement d'accrochage n'apparaît pas aux faibles densités de population, vraisemblablement parce qu'il est lié à l'intensité des stimuli hormonaux et énergétiquement plus coûteux[9].

## Écologie, comportement

### Alimentation
L'activité alimentaire de la chenille est coloniale et principalement nocturne.
La colonie part manger peu après la tombée de la nuit puis vient se reposer avant l'aube. La durée des repas est cependant très variable.

Un départ à la recherche de nourriture peuvent survenir à n'importe quel moment, mais il est toujours très coordonnés (toute la colonie se nourrit, ou aucune chenille ne le fait) ; il semble qu'une petite proportion d'individus affamés suffit à lancer un mouvement de groupe ; Les temps de repas sont variables. Les voyages de recherche de nourriture peuvent survenir à n'importe quel moment et sont très coordonnés : soit toute la colonie se nourrit, soit personne ne le fait. Une petite proportion d'individus affamés est suffisante pour parvenir à un accord et lancer un mouvement de groupe.

Cependant, ce comportement organisé et la grande fidélité des chenilles aux traînées de phéromones impliquent une recherche de nourriture conservatrice, qui peut « piéger » les chenilles autour de sources médiocres de nourriture alors qu'une autre source est proche. Une certaine plasticité dans ce comportement a cependant été rapportée. Elle est induite par la présence de chenilles au comportement plus exploratoire que celui du reste de la colonie (ou qui deviennent simplement plus aventureuses parce qu'elles sont affamées, augmentant la flexibilité des lieux de nourriture).

Avec l'âge de la colonie et alors que la défoliation progresse, la compétition pour la nourriture croît. Le regroupement diminuant alors la capacité de la colonie à se nourrir, des changements ontogénétiques induisent une mobilité et une indépendance accrues des chenilles (changements pouvant être considérés comme la conséquence de simples changements de relations «d'échelle» entre les chenilles et les sources alimentaires).

On ignore quelle distance peut parcourir une femelle chargée d'œufs, mais une source crédible évoque des centaines de kilomètres avec l'aide d'un vent inhabituellement fort.

### Thermorégulation
Les chenilles sont ectothermes (c'est-à-dire qu'elles ont besoin de source de chaleur environnementales pour élever leur température corporelle. En se regroupant en colonies protégées par des toiles elles bénéficient d'une thermorégulation de groupe qui améliore leur vitesse de croissance et leur permet de se développer dans des contextes où les nuits sont froides, en limitant leur exposition aux prédateurs dont beaucoup ne seront fortement présents qu'après l'émergence des imagos. Il s'agirait donc d'un avantage adaptatif. Cependant quand les chenilles se développent leurs besoins thermorégulateurs diminuent et le bénéfice de la vie de groupe est progressivement dépassé par d'autres facteurs tels que la concurrence alimentaire.

### Ponte
Les femelles commencent à pondre dès le lendemain de la copulation et elles pondent la totalité de leurs œufs en un seul lot et en une seule phase. Le femelles plus petites pondent moins d'œufs et le font plus rapidement.

Juste avant de commencer à pondre, elles présentent un comportement de dispersion.

Elles se positionnent ensuite sur une branche, déploient leurs ailes et étirent leur abdomen pour se préparer à la ponte sur et parfois autour de la branche (en se déplaçant durant la ponte pour aligner les œufs qui forment généralement une structure en forme d'anneau solidement accrochée en « manchon » autour de la branche.

La femelle couvre alors ses œufs avec la spumaline (qui serait peut-être aussi une protection contre le parasitisme.

L'embryon passe l'hiver en diapause dans l'œuf. Bien que très tolérant au froid, il peut néanmoins parfois geler et mourir, le risque de mortalité variant avec l'intensité du refroidissement mais aussi selon son stade physiologique de développement.

### Comportements face à la prédation
La livrée des forêts a quelques prédateurs, dont en particulier une mouche sarcophage, Sarcophaga aldrichi, qui semble être son principal « ennemi ».
Le risque individuel face a la prédation semble souvent significativement diminuer dans les grands groupes, grâce à des mécanismes de défense collective contre les prédateurs, un effet de dilution etc. (cf. théorie du troupeau égoïste).
Quand il fait jour pour conserver une certaine discrétion à la colonie, les chenilles minimisent leurs mouvements, réduisant le risque qu'elles soient repérées par les prédateurs invertébrés.

Ce comportement a probablement aussi des coûts (pas de recherche de nourriture possible durant ce temps). Comme indiqué plus haut, le comportement grégaire diminue avec le temps de vie de la chenille, peut être au profit d'une réduction du risque de transmission de pathogènes dans la colonie avant la formation des chrysalide.
La chrysalide s'entoure au moment de sa formation d’un « manteau » jaunâtre de fibres constituées de cristaux d’oxalate de calcium (qui la protège probablement de nombreux prédateurs).

## Défoliations

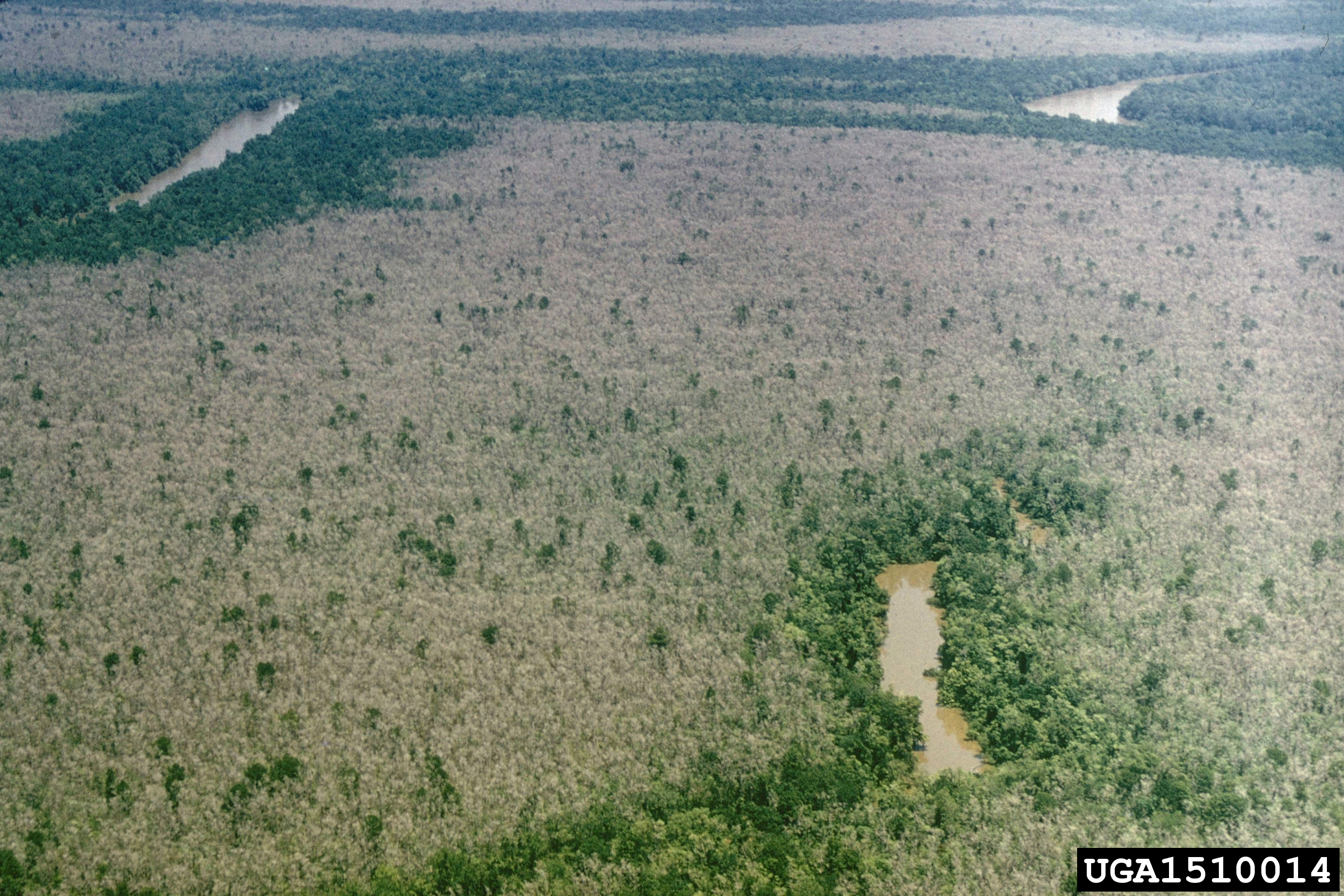
Vaste défoliation d'un boisement de feuillus vue d'avion (à Mobile (Alabama, États-Unis), en 1990).
Remarque : les boisements de pente et proches des cours d'eau (ripisylves) sont tous épargnés par les pullulation de chenilles de Malacosoma disstria). Ce pattern de défoliation peut évoquer celui causé par d'autres espèces de papillon nocturne comme le Bombyx disparate (ou Gypsy moth)

La plus ancienne invasion de livrée des forêts signalée au Canada par la littérature remonte à 1791. De nouvelles manifestations surviennent régulièrement.

Elles ont lieu aux mois de mai et juin (la chenille du papillon suit le cycle du peuplier faux-tremble ; elle éclot au moment du débourrage des bourgeons, et atteint la maturité au moment de la pleine expansion des feuilles.

Les chenilles dévorent rapidement l'ensemble des feuilles de l'arbre sur lequel elles sont nées, puis migrent vers un autre arbre.

La défoliation forme dans le paysage des taches d'arbres anormalement dépourvus de feuilles (la lumière solaire y pénétrant jusqu'au sol plus longtemps au profit de la strate herbacée). De grandes surfaces de forêts peuvent être touchées.

Normalement les arbres y survivent car les feuilles repoussent rapidement pendant l'été et l'invasion ne dure jamais plus que trois années consécutives.

Selon Julien Moulinier elle est plus importante dans les peuplements feuillus (et mixtes) dominés par les peupliers dont l'âge cartographique est de 50 ans ; « Dans le cas d'arbres de 70 à 80 ans, s'il a défoliation de 80 % à 90 % des feuilles, il y aura une trop grande demande au niveau racinaire, les arbres les plus faibles vont mourir ».

## Classification
Le nom valide complet (avec auteur) de ce taxon est Malacosoma disstria Hübner, 1822.
Ce taxon porte en français le nom vernaculaire ou normalisé suivant : Livrée des forêts,.
Malacosoma disstria a pour synonymes :
- Bombyx drupacearum Boisduval, 1869
- Clisiocampa erosa Stretch, 1881
- Clisiocampa sylvatica Harris, 1841
- Malacosoma anita Reiff, 1913
- Malacosoma astriata Reiff, 1913
- Malacosoma perversa Neumoegen & Dyar, 1893
- Malacosoma sylvaticoides Neumoegen & Dyar, 1893
- Malacosoma thoracicoides Neumoegen & Dyar, 1893